# Diócesis de Macapá
La diócesis de Macapá (en latín: Dioecesis Macapen(sis) y en portugués: Diocese de Macapá) es una circunscripción eclesiástica latina de la Iglesia católica en Brasil, sufragánea de la arquidiócesis de Belém do Pará. La diócesis tiene al obispo Pedro José Conti como su ordinario desde el 29 de diciembre de 2004. 

## Territorio y organización
La diócesis tiene 142 471 km² y extiende su jurisdicción sobre los fieles católicos de rito latino residentes en el estado de Amapá.
La sede de la diócesis se encuentra en la ciudad de Macapá, en donde se halla la Catedral de San José.
En 2019 en la diócesis existían 27 parroquias agrupadas en 6 vicariatos.

## Historia
La prelatura territorial de Macapá fue erigida el 1 de febrero de 1949 con la bula Unius Apostolicae del papa Pío XII, obteniendo el territorio de la prelatura territorial de Santarém (hoy arquidiócesis de Santarém).
El 30 de octubre de 1980 la prelatura territorial fue elevada a la categoría de diócesis.

## Estadísticas
De acuerdo al Anuario Pontificio 2020 la diócesis tenía a fines de 2019 un total de 499 000 fieles bautizados.
| Año                                                                             | Población            | Población | Población      | Sacerdotes | Sacerdotes    | Sacerdotes    | Bautizados por sacerdote | Diáconos permanentes | Religiosos | Religiosos | Parroquias |
| Año                                                                             | Bautizados católicos | Total     | % de católicos | Total      | Clero secular | Clero regular | Bautizados por sacerdote | Diáconos permanentes | Varones    | Mujeres    | Parroquias |
| ------------------------------------------------------------------------------- | -------------------- | --------- | -------------- | ---------- | ------------- | ------------- | ------------------------ | -------------------- | ---------- | ---------- | ---------- |
| 1950                                                                            | 38 000               | 40 000    | 95.0           | 14         | 14            |               | 2714                     |                      |            |            | 4          |
| 1957                                                                            | 63 000               | 65 000    | 96.9           | 14         | 14            |               | 4500                     |                      |            | 12         | 4          |
| 1968                                                                            | 99 350               | 110 380   | 90.0           | 25         |               | 25            | 3974                     |                      | 26         | 29         | 11         |
| 1976                                                                            | 135 000              | 150 000   | 90.0           | 31         | 1             | 30            | 4354                     |                      | 34         | 31         | 18         |
| 1980                                                                            | 139 000              | 166 000   | 83.,7          | 33         | 3             | 30            | 4212                     |                      | 31         | 32         | 18         |
| 1990                                                                            | 218 000              | 270 000   | 80.7           | 32         | 5             | 27            | 6812                     | 3                    | 31         | 31         | 19         |
| 1999                                                                            | 265 000              | 320 000   | 82.8           | 39         | 6             | 33            | 6794                     | 11                   | 35         | 30         | 20         |
| 2000                                                                            | 268 000              | 324 000   | 82.7           | 37         | 6             | 31            | 7243                     | 11                   | 44         | 30         | 20         |
| 2001                                                                            | 270 000              | 327 000   | 82.6           | 38         | 6             | 32            | 7105                     | 11                   | 33         | 30         | 20         |
| 2002                                                                            | 274 000              | 332 000   | 82.5           | 38         | 8             | 30            | 7210                     | 13                   | 32         | 30         | 20         |
| 2003                                                                            | 279 000              | 339 000   | 82.3           | 33         | 8             | 25            | 8454                     | 13                   | 27         | 35         | 20         |
| 2004                                                                            | 279 000              | 339 000   | 82.3           | 40         | 6             | 34            | 6975                     | 14                   | 36         | 39         | 21         |
| 2013                                                                            | 309 000              | 372 000   | 83.1           | 51         | 18            | 33            | 6058                     | 20                   | 34         | 44         | 27         |
| 2016                                                                            | 481 000              | 766 679   | 62.7           | 54         | 15            | 39            | 8907                     | 24                   | 39         | 44         | 27         |
| 2019                                                                            | 499 000              | 779 000   | 64.1           | 60         | 20            | 40            | 8316                     | 32                   | 40         | 41         | 27         |
| Fuente: Catholic-Hierarchy, que a su vez toma los datos del Anuario Pontificio. |                      |           |                |            |               |               |                          |                      |            |            |            |

## Episcopologio
- Sede vacante (1949-1955)

- Aristide Pirovano, P.I.M.E. † (21 de julio de 1955-27 de marzo de 1965 renunció)
- Giuseppe Maritano, P.I.M.E. † (29 de diciembre de 1965-31 de agosto de 1983 renunció)
- Luiz Soares Vieira (25 de abril de 1984-13 de noviembre de 1991 nombrado arzobispo de Manaos)
- Giovanni Risatti, P.I.M.E. † (20 de enero de 1993-8 de septiembre de 2003 falleció)
- Pedro José Conti, desde el 29 de diciembre de 2004